# Campeonato Brasileiro de Basquete Feminino de 2002
O Campeonato Nacional de Basquete Feminino de 2002 (5ª edição) foi um torneio realizado a partir de 3 de novembro de 2002 a 19 de janeiro de 2003 por dez equipes representando seis estados.

## Participantes
Americana, Americana/SP

 Automóvel Clube, Campos dos Goytacazes/RJ

 Dom Bosco, Campo Grande/MS

 Lages, Lages/SC

 Ourinhos, Ourinhos/SP

 Ponta Grossa, Ponta Grossa/PR

 Santo André, Santo André/SP

 São Caetano, São Caetano do Sul/SP

 São Paulo/Guaru, Guarulhos/SP

 Uberaba, Uberaba/MG

## Regulamento

### Fórmula de Disputa
O Campeonato Nacional de Basquete Feminino foi disputado por 10 equipes em duas fases:
- Fase Classificatória: As 10 equipes disputaram partidas em um sistema de turno e returno,em que enfrentaram todos os adversários em seu mando de quadra e fora dele.
- Playoffs: As quatro equipes classificadas jogaram num sistema mata-mata e a vencedora desses foi declarada Campeã Nacional de Basquete Feminino de 2002. É dividida em 2 partes:
  - Semifinais: Foi disputada pelas equipes que passaram da primeira fase, seguindo a lógica: (1.ª x 4.ª); (2.ª x 3.ª). Estas jogaram partidas em melhor de 5 (jogos), sendo dois mandos de campo para cada e o jogo de desempate, se houvesse, no ginásio da equipe com o melhor índice técnico da fase classificatória.
  - Final: Foi disputada entre as duas equipes vencedoras das Semifinais, em melhor de 5 (jogos), sendo dois mandos de campo para cada e o jogo de desempate, se houvesse, no ginásio da equipe com o melhor índice técnico da fase classificatória. A equipe vencedora foi declarada campeã da competição.

### Critérios de Desempate
1.º Confronto Direto

2.º Saldo de cestas dos jogos entre as equipes

3.º Melhor cesta average (Se o empate foi entre duas equipes)

4.º Sorteio

### Pontuação
Vitória: 2 pontos

Derrota: 1 ponto

Não Comparecimento: 0 pontos

## Classificação
| Campeonato Nacional de Basquete Feminino 2002                                               | Campeonato Nacional de Basquete Feminino 2002 | Campeonato Nacional de Basquete Feminino 2002 | Campeonato Nacional de Basquete Feminino 2002 | Campeonato Nacional de Basquete Feminino 2002 | Campeonato Nacional de Basquete Feminino 2002 | Campeonato Nacional de Basquete Feminino 2002 | Campeonato Nacional de Basquete Feminino 2002 | Campeonato Nacional de Basquete Feminino 2002 | Campeonato Nacional de Basquete Feminino 2002 | Campeonato Nacional de Basquete Feminino 2002 | Campeonato Nacional de Basquete Feminino 2002 | Campeonato Nacional de Basquete Feminino 2002 |
| Times                                                                                       | Times                                         | Pts                                           | J                                             | V                                             | D                                             | PP                                            | PC                                            | Average                                       |                                               |                                               |                                               |                                               |
| ------------------------------------------------------------------------------------------- | --------------------------------------------- | --------------------------------------------- | --------------------------------------------- | --------------------------------------------- | --------------------------------------------- | --------------------------------------------- | --------------------------------------------- | --------------------------------------------- | --------------------------------------------- | --------------------------------------------- | --------------------------------------------- | --------------------------------------------- |
| 1                                                                                           | Unimed/Americana                              | 35                                            | 18                                            | 17                                            | 1                                             | 1512                                          | 1108                                          | 1,36462                                       |                                               |                                               |                                               |                                               |
| 2                                                                                           | São Paulo/Guaru                               | 32                                            | 18                                            | 14                                            | 4                                             | 1412                                          | 1220                                          | 1,15738                                       |                                               |                                               |                                               |                                               |
| 3                                                                                           | Santo André                                   | 32                                            | 18                                            | 14                                            | 4                                             | 1431                                          | 1271                                          | 1,12589                                       |                                               |                                               |                                               |                                               |
| 4                                                                                           | Unimed/Ourinhos                               | 30                                            | 18                                            | 12                                            | 6                                             | 1372                                          | 1155                                          | 1,18788                                       |                                               |                                               |                                               |                                               |
| 5                                                                                           | Dom Bosco                                     | 28                                            | 18                                            | 10                                            | 8                                             | 1355                                          | 1226                                          | 1,10522                                       |                                               |                                               |                                               |                                               |
| 6                                                                                           | Automóvel Clube/Campos                        | 26                                            | 8                                             | 10                                            | 11                                            | 1285                                          | 1206                                          | 1,06551                                       |                                               |                                               |                                               |                                               |
| 7                                                                                           | Black&Decker/Uberaba                          | 25                                            | 18                                            | 7                                             | 11                                            | 1259                                          | 1245                                          | 1,01124                                       |                                               |                                               |                                               |                                               |
| 8                                                                                           | São Caetano                                   | 23                                            | 18                                            | 5                                             | 13                                            | 1281                                          | 1335                                          | 0,95955                                       |                                               |                                               |                                               |                                               |
| 9                                                                                           | Lages/Uniplac                                 | 21                                            | 18                                            | 3                                             | 15                                            | 1139                                          | 1403                                          | 0,81183                                       |                                               |                                               |                                               |                                               |
| 10                                                                                          | Ponta Grossa/SER                              | 18                                            | 18                                            | 0                                             | 18                                            | 786                                           | 1663                                          | 0,47264                                       |                                               |                                               |                                               |                                               |
| P – Pontuação; T – Total de jogos disputados; V - Vitórias; D - Derrotas; R - Razão (V / D) |                                               |                                               |                                               |                                               |                                               |                                               |                                               |                                               |                                               |                                               |                                               |                                               |

|  |                                     |
|  | Zona de classificação às Semifinais |

## Playoffs

### Semifinais
1.ª Rodada
| 5 de janeiro | Ourinhos | 79 - 74 | Americana | Ginásio Monstrinho, Ourinhos |
| 5 de janeiro |          |         |           | Ginásio Monstrinho, Ourinhos |

| 5 de janeiro | Santo André | 78 - 92 | São Paulo/Guaru | Santo André |
| 5 de janeiro |             |         |                 | Santo André |

2.ª Rodada
| 7 de janeiro | Americana | 82 - 68 | Ourinhos | Americana |
| 7 de janeiro |           |         |          | Americana |

| 7 de janeiro | São Paulo/Guaru | 86 - 79 | Santo André | Guarulhos |
| 7 de janeiro |                 |         |             | Guarulhos |

3.ª Rodada
| 8 de janeiro | Americana | 65 - 56 | Ourinhos | Americana |
| 8 de janeiro |           |         |          | Americana |

| 8 de janeiro | São Paulo/Guaru | 69 - 57 | Santo André | Guarulhos |
| 8 de janeiro |                 |         |             | Guarulhos |

4.ª Rodada
| 10 de janeiro | Ourinhos | 64 - 71 | Americana | Ginásio Monstrinho, Ourinhos |
| 10 de janeiro |          |         |           | Ginásio Monstrinho, Ourinhos |

- Americana e  São Paulo/Guaru passaram de fase.

### Final
1.ª Rodada
| 15 de janeiro | São Paulo/Guaru | 79 - 66 | Americana | Guarulhos |
| 15 de janeiro |                 |         |           | Guarulhos |

2.ª Rodada
| 17 de janeiro | Americana | 73 - 83 | São Paulo/Guaru | Americana |
| 17 de janeiro |           |         |                 | Americana |

3.ª Rodada
| 19 de janeiro | Americana | 72 - 88 | São Paulo/Guaru | Americana |
| 19 de janeiro |           |         |                 | Americana |

| Campeonato Nacional de Basquete Feminino 2002 |
| --------------------------------------------- |
| São Paulo/Guaru Campeão                       |